# Sleagill
Sleagill – wieś i civil parish w Anglii, w Kumbrii, w dystrykcie (unitary authority) Westmorland and Furness. Leży 42 km na południowy wschód od miasta Carlisle i 379 km na północny zachód od Londynu. W 2011 roku civil parish liczyła 282 mieszkańców.